# Honda Zoomer
La Honda Zoomer (nome in codice di progetto NPS50) è uno scooter sviluppato dalla casa motociclistica giapponese Honda e introdotto inizialmente in Giappone e in America alla fine del 2002. In Canada e negli Stati Uniti lo scooter è venduto come Honda Ruckus.
Si tratta di uno scooter dal design non convenzionale in quanto è totalmente privo della carenatura, cosa che lascia completamente esposti alla vista i tubi del telaio.

## Storia
La versione europea fu presentata nel 2004 all'Intermot di Monaco di Baviera. Equipaggiato con un propulsore a 4 tempi, espressamente studiato per questo scooter, con 2 valvole comandate da un albero a camme in testa, raffreddamento a liquido e un sistema di alimentazione a carburatore dal 2001 al 2003 mentre dal 2004 a iniezione elettronica PGM-FI, prometteva consumi risibili - 50 km/l dichiarati. Il prezzo in Italia al lancio era di 1.990 euro.
La commercializzazione italiana dell'Honda Zoomer è cessata nel 2013. In altre parti del mondo, invece, viene ancora venduto.